# 本光寺 (射水市)
本光寺（ほんこうじ）は、富山県高岡市にあった法華宗寺院で、通称は高岡本光寺。
現在の所在は富山県射水市本田。創建は応永23年（1416年）。山号は鳳栄山。寺紋は丸雁。

## 概要
応永23年（1416年）、越中桃井氏の末裔で法華宗本門八品派の祖日隆は、故郷の射水郡島村に立ち寄った際、先祖旧臣の菩提を弔うために一寺を建立し、旧臣中村元成（法号日永）の名をとって、元成寺とした。右寺院は、永生年間に戦火により焼失するも、天文十二年に再建され、本紹寺と寺号を改めた。
前田氏の治世、守山、富山に寺地を拝領し、慶長年間、前田利長による高岡城築城の際、高岡泉野寺町に移転、鳳栄山本光寺を号した。
後年、平成の高岡再開発事業により、射水市本田に移転された。